# 安達和彦
安達 和彦（あだち かずひこ、1953年（昭和28年）11月20日 - ）は、日本の政治家。第101代神戸市会議長。

## 人物
兵庫県神戸市葺合区（現中央区）出身。兵庫県立御影高等学校卒業。関西学院大学法学部政治学科卒業。衆議院議員砂田重民の秘書となる。1991年、神戸市会議員（須磨区選出）に初当選。
2008年、自由民主党神戸市会議員団政調会長。2009年、自由民主党神戸市会議員団幹事長。2009年から2013年、自由民主党神戸市会議員団団長。2014年、第96代神戸市会議長に就任。2019年、第101代神戸市会議長に就任。
安達は灘の酒での乾杯を推進する条例成立に奔走したが、「実は一滴も飲めない」と述べている。神戸市須磨区在住で、家族は妻、長女がいる。趣味は旅行。